# Julien Serwy
Julien Serwy was een Belgische atleet, die zich had toegelegd op de lange afstand en het veldlopen. Hij nam eenmaal deel aan de Olympische Spelen en behaalde één Belgische titel.

## Biografie
Serwy werd in 1928 Belgisch kampioen op de 10.000 m. Hij nam dat jaar op de 5000 m en 10.000 m deel aan de Olympische Spelen in Amsterdam. Hij werd uitgeschakeld in de reeksen van de 5000 m en werd achttiende in de rechtstreekse finale van de 10.000 m.

## Belgische kampioenschappen
| Onderdeel | Jaar |
| --------- | ---- |
| 10.000 m  | 1928 |

## Persoonlijk record
| Onderdeel | Prestatie | Datum       | Plaats    |
| --------- | --------- | ----------- | --------- |
| 5000 m    |           |             |           |
| 10.000 m  | 33.19,0   | 8 juli 1928 | Antwerpen |

## Palmares

### 5000 m
- 1928:  BK AC – 16.09,0
- 1928: DNF in reeks OS in Amsterdam

### 10.000 m
- 1928:  BK AC – 33.19,0
- 1928: 18e op OS in Amsterdam
- 1930:  BK AC

### veldlopen
- 1929: 56e Landenprijs in Vincennes
- 1931: 30e Landenprijs in Dublin
- 1932: 28e Landenprijs in Stokkel